# Saison 3 de The Fosters
Chronologie
Saison 2 Saison 4
Cet article est le guide des épisodes de la troisième saison de la série télévisée The Fosters.

## Synopsis
Un couple de lesbiennes, Steph Foster, policière, et Lena Adams, proviseur adjoint dans un lycée sont les heureuses mamans de trois enfants : Brandon, le fils biologique de Stef, eu avec un précédent mari et des jumeaux adoptés, une fille nommée Mariana et un garçon appelé Jesus. Leur équilibre familial est bousculé lorsqu'elles accueillent une adolescente rebelle au sein de leur foyer…

## Distribution

### Acteurs principaux
- Teri Polo : Stefanie « Stef » Marie Adams Foster
- Sherri Saum : Lena Elizabeth Adams Foster
- Maia Mitchell : Callie Quinn Adams Foster
- David Lambert : Brandon Foster
- Cierra Ramirez : Mariana Adams Foster
- Hayden Byerly (en) : Jude Jacob Adams Foster
- Danny Nucci : Michael « Mike » Foster
- Noah Centineo : Jesus Adams Foster[1]

### Acteurs récurrents
- Katherine McNamara : Kat[2]
- Keean Johnson : Tom[2]
- Tom Williamson : AJ[2]
- Bruce Davison : Stewart Adams[3]
- Yvette Monreal : Adriana[4]
- Chris Warren Jr. : Ty[5]
- Kelli Williams : Justina[6]
- Rob Morrow : Will[6]
- Corbin Bleu : Mercutio[7]

## Diffusion
- Aux États-Unis, les dix premiers épisodes ont été diffusés du 8 juin 2015 au 17 août 2015 sur ABC Family, et la suite du 25 janvier 2016 au 28 mars 2016 sur Freeform (anciennement appelée ABC Family).
- Au Canada, la saison est diffusée en simultanée sur ABC Spark.
- En France, la saison est diffusée le 16 février 2022 sur Disney+.

## Liste des épisodes

### Épisode 1:L'impact
- États-Unis /  Canada : 8 juin 2015 sur ABC Family[8] / ABC Spark
- Québec : 4 avril 2019 sur VRAK (en VQ)
- France : 16 février 2022 sur Disney+

- États-Unis : 1,26 million de téléspectateurs[9] (première diffusion)

### Épisode 2:La fête des pères
- États-Unis /  Canada : 15 juin 2015 sur ABC Family / ABC Spark
- Québec : 11 avril 2019 sur VRAK (en VQ)

- États-Unis : 970 000 téléspectateurs[10] (première diffusion)

### Épisode 3:Déjà-vu
- États-Unis /  Canada : 22 juin 2015 sur ABC Family / ABC Spark
- Québec : 18 avril 2019 sur VRAK (en VQ)

- États-Unis : 1,00 million de téléspectateurs[11] (première diffusion)

Yvette Monreal : Adriana Gutierrez

### Épisode 4:Plus que des mots
- États-Unis /  Canada : 29 juin 2015 sur ABC Family / ABC Spark
- Québec : 25 avril 2019 sur VRAK (en VQ)

- États-Unis : 1,18 million de téléspectateurs[12] (première diffusion)

### Épisode 5:Vers le Sud
- États-Unis /  Canada : 6 juillet 2015 sur ABC Family / ABC Spark
- Québec : 2 mai 2019 sur VRAK (en VQ)

- États-Unis : 1,30 million de téléspectateurs[13] (première diffusion)

### Épisode 6:Surprise!
- États-Unis /  Canada : 13 juillet 2015 sur ABC Family / ABC Spark
- Québec : 9 mai 2019 sur VRAK (en VQ)

- États-Unis : 1,30 million de téléspectateurs[14] (première diffusion)

### Épisode 7:La Foi, l'Espérance et l'Amour
- États-Unis /  Canada : 20 juillet 2015 sur ABC Family / ABC Spark
- Québec : 16 mai 2019 sur VRAK

- États-Unis : 1,33 million de téléspectateurs[15] (première diffusion)

Yvette Monreal : Adriana Gutierrez

### Épisode 8:Les filles
- États-Unis /  Canada : 3 août 2015 sur ABC Family / ABC Spark
- Québec : 23 mai 2019 sur VRAK

- États-Unis : 1,23 million de téléspectateurs[16] (première diffusion)

### Épisode 9:Idyllwild
- États-Unis /  Canada : 10 août 2015 sur ABC Family / ABC Spark
- Québec : 30 mai 2019 sur VRAK

- États-Unis : 1,06 million de téléspectateurs[17] (première diffusion)

### Épisode 10:Quand on a de la chance
- États-Unis /  Canada : 17 août 2015 sur ABC Family[18] / ABC Spark
- Québec : 6 juin 2019 sur VRAK

- États-Unis : 1,25 million de téléspectateurs[19] (première diffusion)

- Finale de la partie estivale de la saison.
- Première apparition de l'acteur Noah Centineo dans le rôle de Jesus Adams Foster.

### Épisode 11:Premières impressions
- États-Unis /  Canada : 25 janvier 2016 sur Freeform[20] / ABC Spark
- Québec : 13 juin 2019 sur VRAK

- États-Unis : 1,05 million de téléspectateurs[21] (première diffusion)

### Épisode 12: Avis contraires (Mixed Messages)
- États-Unis /  Canada : 1er février 2016 sur Freeform / ABC Spark
- Québec : 20 juin 2019 sur VRAK

- États-Unis : 790 000 téléspectateurs[22] (première diffusion)

### Épisode 13: Le bon choix (If and When)
États-Unis /  Canada : 8 février 2016 sur Freeform / ABC Spark
- États-Unis : 837 000 téléspectateurs[23] (première diffusion)

Yvette Monreal : Adriana Gutierrez

### Épisode 14: La tête sous l'eau (Under Water)
États-Unis /  Canada : 15 février 2016 sur Freeform / ABC Spark
- États-Unis : 814 000 téléspectateurs[24] (première diffusion)

### Épisode 15: titre français inconnu (Minor Offenses)
États-Unis /  Canada : 22 février 2016 sur Freeform / ABC Spark
- États-Unis : 788 000 téléspectateurs[25] (première diffusion)

### Épisode 16: QE (EQ)
États-Unis /  Canada : 29 février 2016 sur Freeform / ABC Spark
- États-Unis : 673 000 téléspectateurs[26] (première diffusion)

### Épisode 17: Seize ans (Sixteen)
États-Unis /  Canada : 7 mars 2016 sur Freeform / ABC Spark
- États-Unis : 844 000 téléspectateurs[27] (première diffusion)

### Épisode 18: Répétition (Rehearsal)
États-Unis /  Canada : 14 mars 2016 sur Freeform / ABC Spark
- États-Unis : 731 000 téléspectateurs[28] (première diffusion)

### Épisode 19: Le spectacle (The Show)
États-Unis /  Canada : 21 mars 2016 sur Freeform / ABC Spark
- États-Unis : 800 000 téléspectateurs[29] (première diffusion)

### Épisode 20: La vérité éclate (Kingdom Come)
- États-Unis /  Canada : 28 mars 2016 sur Freeform / ABC Spark
- Québec : 15 août 2019 sur VRAK

- États-Unis : 778 000 téléspectateurs[30] (première diffusion)